# Johann Eberhard Walcker
Johann Eberhard Walcker (* 15. April 1756 in Cannstatt; † 1843) war ein deutscher Orgelbauer. Auf ihn geht die verzweigte Orgelbauerfamilie Walcker zurück, die bis 2021 existierte.

## Leben
Johann Eberhard war der Sohn des Tagelöhners Jakob Leonhard Walcker. Er gründete im Jahr 1780 in Cannstatt seine eigene Werkstatt als Tischler und Orgelbauer. Er war verheiratet mit Elisabetha Katharina. Der Ehe entstammten sechs Kinder. Der 1794 geborene Sohn Eberhard Friedrich Walcker arbeitete zunächst in der Werkstatt des Vaters mit und gründete 1821 in Ludwigsburg seine eigene Werkstatt, die den Namen Walcker weithin bekannt machte. Die 1799 geborene Tochter Maria Katharina Walker heiratete Martin Andreas Laukhuff, Orgelbaulehrling von Johann Eberhard und Mitarbeiter von Eberhard Friedrich Walker. Martin Andreas Laukhuff machte sich 1823 selbständig und legte so den Grundstein zur Firma Aug. Laukhuff Orgelbau.

## Werk
Walcker errichtete im Laufe seines Lebens rund sieben neue Orgeln. Darüber hinaus wurde von ihm eine Orgel gemeinsam mit Abbé Vogler umgebaut. Seinen ersten Orgelprospekt entwarf er für die Ludwigsburger Garnisonskirche, seine größte Orgel war die der Cannstatter Stadtkirche. Das Gehäuse einer von ihm in der Ulrichskirche in Eberstadt bei Weinsberg errichteten Orgel ist bis heute erhalten.